# Kebonagung (Tegowanu)
Kebonagung is een bestuurslaag in het regentschap Grobogan van de provincie Midden-Java, Indonesië. Kebonagung telt 4654 inwoners (volkstelling 2010).